# بی‌قیدوشرط
«بی‌قیدوشرط» (به انگلیسی: Unconditionally) تک‌آهنگی از کیتی پری است که در سال ۲۰۱۳ میلادی منتشر شد. این تک‌آهنگ در آلبوم منشور (آلبوم کیتی پری) قرار داشت.
این تک‌آهنگ در چارت‌های در رتبه اول و در چارت‌های ایتالیا، جزو ده ترانه اول قرار گرفت.

## اجراهای زنده
اولین اجرا این آهنگ در iHeartRadio Theaterدر لاس وگاس بود.
وی تا حالا این آهنگ را درx-factor استرالیا و انگلیس و ایتالیا و برنامه الن شو اجرا کرده و برای افتتاحیهAmerican Music Awards of 2013 هم این آهنگ را با استایل ژاپنی اجرا کرد.

## موزیک ویدئو
این موزیک ویدئو در نوامبر۲۰۱۳ در شهر لندن در انگلیس فیلم برداری و توسطAya Tanimuraکارگردانی شده است. پیش نمایش این موزیک ویدئو در۱۴نوامبر منتشر شد و در تاریخ ۱۹نوامبر۲۰۱۳ به طور رسمی در ام تی وی به نمایش در آمد و یک روز پس از آن بر روی اکانت VEVO یوتیوب کتی پری قرار گرفت و در ۲۶دسامبر۲۰۱۳ فیلمی از پشت صحنه این موزیک ویدئو هم بر اکانت VEVO کتی پری قرار گرفت.

## خلاصه موزیک ویدئو
این موزیک ویدئو به عشق بی قید و شرطی که میان دو نفر مانند مادر و نوزاد و دو دوست است اشاره می‌کند. در این موزیک ویدئو شامل صحنه‌هایی از رقاصها و کتی است. در صحنه اول کتی بر روی برفها نشسته و شروع به خواندن می‌کند و در صحنه بعدی رقاص‌ها با رقص تانگو می‌رقصند و و کتی در میان آن‌ها می‌خوانند؛ و قسمت اصلی موزیک ویدئو جایی است که کتی تصادف می‌کند و در واقع با این کار عشق بی قید و شرط را ثابت می‌کند؛ و در صحنه آخر او بر روی ماشینی که با آن تصادف کرده در میان گل‌ها دراز کشیده همچنین این صحنه برای جلد آهنگ هم استفاده شده.